# Embalse de Escuriza
El embalse de Escuriza o pantano de Escuriza (por el río en el que se ubica) o popularmente, pantano del Congosto, de Híjar o, antiguamente, de la Peña es uno de los embalses más antiguos en la cuenca hidrográfica del Ebro. Creado para promover el riego en la zona a finales del siglo XIX, forma parte del sistema de regulación del río Martín y proporciona riego a 3620 ha.
Dada su antigüedad y su papel en el desarrollo económico de la zona, ha sido declarado monumento de interés local por el ayuntamiento de Oliete. La obra ha sido considerada como un ejemplo representativo de las obras de ingeniería hidráulica de tamaño mediano del periodo en España. Desde 2019, el embalse se encuentra en necesidad de reparaciones.

## Historia
El embalse fue construido para solucionar los problemas de continuidad en el riego del río Martín a su paso por Híjar. La irregularidad del caudal fue motivo de diversas reivindicaciones locales durante el siglo XIX y motivó la creación de un sindicato de riegos en 1877 para organizar una infraestructura en el pasaje del Escuriza. En 1881, se empezó la construcción sobre un proyecto del ingeniero oscense Hermenegildo Gorría. La empresa fue financiada por personalidades hijaranas como José Antonio Dosset Monzón o el alcalde Mariano Sorribas. Las obras fueron accidentadas, incluyéndose su paralización en 1882 ante la falta de financiación pública.
La ley de regadíos de 1883 no resucitó el proyecto, siendo motivo de un debate político que incluyó la intervención del diputado por el distrito de Alcañiz-Híjar Mariano Ripollés. El pantano beneficiaba a Híjar, feudo electoral en el distrito del Partido Conservador al que pertenecía Ripollés. El proyecto fue finalmente reemprendido en 1891, con cambios que incluyeron el abandono del proyecto de un embalse inferior y la obtención final de fondos públicos. La obra, bajo la supervisión del ingeniero Alejandro Mendizábal, fue acabada en 1899, siendo inaugurada oficialmente el 13 de junio.
Con la posterior construcción del embalse de Cueva Foradada en 1927, quedó desarrollado el sistema de regulación del río Martín, lo que además de desarrollar el regadío en la zona permitió la electrificación de la zona gracias a centrales hidroeléctricas de la empresa Rivera, Bernad y Compañía.